# Хуан Даніель Кардельїно
Хуан Даніель Кардельїно (ісп. Juan Daniel Cardellino de San Vicente; 4 березня 1942 — 8 вересня 2007) — уругвайський футбольний суддя. Один з найкращих футбольних арбітрів світу 1980-х років.

## Біографія
Хуан Кардельино дебютував у чемпіонаті Уругваю в 1975 році, а в 1976 році отримав статус арбітра ФІФА. Серед основних віх у кар'єрі Кардельїно значаться обслуговування чотирьох фіналів Кубка Лібертадорес, матчів чемпіонатів світу 1982 (включаючи півфінал) і 1990 років та чотирьох розіграшів Кубка Америки.
У 1991 році Хуан Кардельїно завершив кар'єру арбітра, деякий час очолював AUDAF (Asociación Uruguaya de Árbitros de Fútbol) — Асоціацію футбольних арбітрів Уругваю.
Кардельїно помер після тривалої хвороби у вересні 2007 року. У Хуана були дружина — Еліда Аречічу де Кардельїно та діти — Маріанелья, Хуан і Лаура.

## Кар'єра
Судив такі матчі:
- Фінал Кубка Лібертадорес 1979 року (матч-відповідь)
- Міжконтинентальний кубок 1979 року (матч-відповідь)
- Півфінал чемпіонату світу 1982 року ( Польща —  Італія)
- Фінал Кубка Лібертадорес 1984 року (перший матч)
- Фінал Кубка Лібертадорес 1986 року (перший матч)
- Фінал Кубка Лібертадорес 1990 року (перший матч)

Турніри:
- Чемпіонат світу серед молодіжних команд 1979 (1 гра)
- Чемпіонат світу серед молодіжних команд 1985 (2 гри)
- Олімпійські ігри 1988 (2 гри)
- Чемпіонат світу 1982 (2 гри, включаючи півфінал)
- Чемпіонат світу 1990 (1 гра)
- Кубок Америки 1979 (1 гра)
- Кубок Америки 1983 (2 гри)
- Кубок Америки 1987 (1 гра)
- Кубок Америки 1989 (2 гри)